# Прайс, Стерлинг
Стерлинг Прайс (англ. Sterling Price; 20 сентября 1809, Виргиния — 29 сентября 1867, Миссури) — американский адвокат, плантатор и политик, 11-й губернатор штата Миссури.  Он также служил в звании бригадного генерала в Американо-мексиканской войне и генерал-майора в армии Конфедерации во время Гражданской войны в США. Прайс наиболее известен как своими победами в Нью-Мексико и Чиуауа во время мексиканского конфликта, так и своими поражениями в сражении при Пи-Ридже и в битве при Вестпорте во время Гражданской войны, причём последняя стала кульминацией его злополучной Миссурийской кампании 1864 года. После войны Прайс отвёл остатки своих войск в Мексику, не капитулировав, и тщетно искал службы у императора Максимилиана. В конце концов он вернулся в Миссури, где и умер в полной нищете. Похоронен в Сент-Луисе.
Сын — Стерлинг Прайс Холлоуэй, владелец магазина, в 1912 году мэр города Седартаун (штат Джорджия); внук — известный актёр Стерлинг Холлоуэй.

## Ранние годы

### Происхождение
Предками Прайса были ранние вирджинские колонисты Джон и Мэри Прайс, которые прибыли в Джеймстаун из Уэльса в 1620 году, предположительно вместе со своими сыновьями Мэтьюзом и Уильямом. Мэри погибла в 1622 году во время Джеймстаунской резни. К 1624 году Джон женился повторно и уже владел фермой в округе Хенрайко. Мэтьюз Прайс вскоре купил участок земли в том же округе, к 1650 году женился и у него родился сын, которого он назвал Джоном. Джон Прайс Младший тоже жил в округе Хенрайко и после своей смерти разделил своё имущество между четырьмя сыновьями. Одним из них был Пью Прайс, который в 1743 году купил 328 акров земли на окраине колонии в округе Амелия. У него было семь детей от первой жены и девять от второй. Он умер в 1775 году, незадолго до рождения своего самого младшего сына, Пью Прайса Младшего. Тот женился на Элизабет Уильямсон и в 1795 году родился их первый сын Эдвин. В 1809 году родился их третий сын, Стерлинг. Семья к этому времени жила в двухэтажном доме на реке Буффало и владела двенадцатью рабами. Когда в 1812 году началась война с Англией, Пью был избран старшим сержантом и ушёл на войну вместе с старшим сыном. Стерлинг остался дома с младшим братом Джоном Рэндольфом и сестрой Памелой. С самого детства его учили выращивать табак, и он занимался этим впоследствии всю жизнь. Он учился в одной из начальных школ, после чего в 1826 году поступил в Хэмпден-Сидней-колледж.
Колледж был пресвитерианским учреждением с очень строгими правилами и обязательным посещением церкви, но студенты регулярно нарушали правила. Предположительно именно время, проведённое в колледже, повлияло на характер Прайса: он не стал религиозным человеком и не посещал церковь регулярно. По какой-то причине он оставил колледж на второй год и поступил в юридическую школу Крида Тейлора в его поместье Нидхэм. Он не окончил этой школы, но в 1828 году стал работать помощником Брэнча Уоршама, клерка суда округа Принс-Эдвард. Тейлор, Уоршам и всё окружение Прайса было убеждёнными республиканцами, как и представитель округа в Конгрессе, Джон Рэндолф. Политика правительства в президентство Джона Куинси Адамса казалась им угрозой республиканизму, поэтому округ поддержал Эндрю Джексона на выборах 1828 года. Вирджиния с 1817 года переживала кризис, связанный с падением цен на табак и вытеснением виджинского табака с некоторых рынков табаком из Кентукки и Миссури. Эти изменения беспокоили Пью Прайса, который в итоге в конце 1830 года решил переселиться сов сей семьёй в Миссури. По словам Роберта Шелхоупа, Стерлинг Прайс покинул Вирджинию без материального имущества, но взяв с собой южную идентичность и приверженность республиканским принципам.